# 주덕화곡초등학교
주덕화곡초등학교(周德花谷初等學校)는 충청북도 충주시에 있는 공립 초등학교이다.

## 학교 연혁
- 2025년 9월 1일 : 개교